# Kazachski Narodowy Uniwersytet Pedagogiczny im. Abaja
Kazachski Narodowy Uniwersytet Pedagogiczny im. Abaja (ros. Казахский национальный педагогический университет имени Абая, kaz. Абай атындағы Қазақ ұлттық педагогикалық университеті) – kazachska uczelnia zlokalizowana w Ałmaty.

## Historia
Uczelnia została powołana decyzją Rady Komisarzy Ludowych Kazachskiej Autonomicznej Socjalistycznej Republiki Radzieckiej 23 marca 1928 roku. Otwarcie Kazachskiego Uniwersytetu Państwowego miało miejsce w październiku tego samego roku. Początkowo zakładano utworzenie trzech wydziałów: pedagogicznego, medycznego i rolniczego. Ostatecznie podjęto decyzję, że uczelnia powinna mieć charakter instytutu pedagogicznego, którego celem będzie rozwój szkolnictwa w Kazachstanie. Z tego względu utworzono jeden wydział z trzema zakładami: matematyczno-fizycznym, przyrodniczym i lingwistyczno-pedagogicznym. W 1930 roku zmieniono nazwę uczelni na Kazachski Państwowy Uniwersytet Pedagogiczny, a w 1935 roku nadano mu imię Abaja Kunanbajuly. Pierwszym rektorem uczelni został Sandżar Asfiendiarow.
26 września 2003 prezydent Kazachstanu Nursułtan Nazarbajew wydał dekret nadający uczelni status uniwersytetu narodowego i zmieniający jej nazwę na Kazachski Narodowy Uniwersytet Pedagogiczny im. Abaja.

## Struktura organizacyjna
W skład uczelni wchodzą następujące jednostki badawcze:
- Wydział Historii
- Instytut Sztuki, Kultury i Sportu
- Instytut Prawa i Ekonomii
- Instytut Matematyki, Fizyki i Informatyki
- Instytut Nauk Przyrodniczych i Geografii
- Instytut Pedagogiki i Psychologii
- Instytut Filologii i Edukacji Wielojęzycznej